# 中国丹霞

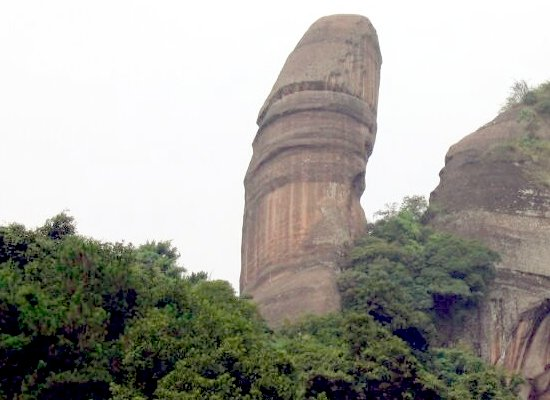
丹霞山の陽元石。男根に似ていることから、丹霞山の「3つのロマンティック・ストーン」の一つといわれる。

中国丹霞（ちゅうごくたんか）は中華人民共和国の世界遺産の一つである。「丹霞」は中国南部に残る赤い堆積岩が織り成す地形で、それが顕著に見られる6箇所9件が自然遺産として登録された。

## 丹霞地形
日本で「丹霞」といえば、夕焼け雲などの意味だが、中国では地理用語として使われる。
丹霞地形（中国語 : 丹霞地貌、英語 : Danxia landform）とは、中国南部に見られる切り立った断崖などを伴う赤い堆積岩の地形である。「丹霞地形」の名前は直接的には丹霞山に由来し、その山々の断崖が丹（あか）い霞のように見えたことによる。地理用語としての「丹霞」は、中国では1920年代以降に地質学者たちによって使われるようになったという。
主としてジュラ紀から新第三紀に形成されたもので、それらの地形を形成する赤みを帯びた砂岩や礫岩が中国南部の亜熱帯性の気候において、雨季に川や湖に流れ込むことで堆積した。そして、湿潤多雨な気候による浸食作用や、ヒマラヤ山脈の造山活動を含む大規模な土地の隆起などによって、独特の景観が作り上げられていった。丹霞地形は中国全土で780箇所以上存在しており、2010年時点で138件存在している中国ジオパークのうち、14件が丹霞地形に分類されている。
ただし、世界遺産推薦時（2010年）に勧告を行なったIUCNは、国際的に認知されている定義がまだないとも指摘していた。

## 登録対象
丹霞地形は中国南部に多く残るが、世界遺産に登録されたのは以下の6箇所9件である。これらの丹霞地形は形成期（幼年期、壮年期、老年期）に違いがあり、それぞれの特色をよく表している。うち泰寧の丹霞、竜虎山、丹霞山の3箇所は世界ジオパークにもなっている。
以下は世界遺産登録順であると同時に推薦時に並べられた順番でもあるが、中国政府は幼年期 (Young Stage)、壮年期 (Mature Stage)、老年期 (Old Stage) の順に2箇所ずつ並ぶように意図していた。

### 赤水西部・東部
貴州省の赤水市に残る丹霞は6個所の中で最西端にあり、赤水はまだ浸食初期と言われている。赤水西部 (Chishui - West Section, ID1335-001) と赤水東部 (Chishui - East Section, 1335-002) に分けて登録されている。前者は赤水風景名勝区 (Chishui National Park) の一部で面積は10142 ha、後者は赤水杪欏（ヘゴ）国家級自然保護区と習水亜熱帯常緑樹林国家級自然保護区 (Xishui Central Subtropical Evergreen-Broadleaved Forest National Nature Reserve) のそれぞれ一部に該当し、面積は 17222 haである。
赤水の丹霞を形成する岩には鉄分やマンガンが含まれており、それが丹霞地形の赤色を生み出している。しかし、丹霞の多くは緑に覆われており、ところによっては地色の赤が見えにくいほどである。そのため、「緑の丹霞」の異名もあるという。その緑には、ジュラ紀や白亜紀から残る絶滅危惧種のヘゴ（杪欏）の一種も含まれている。ヘゴは上で挙げた「赤水杪欏国家級自然保護区」という自然保護区の名前にも使われている。赤水の丹霞地形に生育する維管束植物は1964種にも及び、115種がIUCNレッドリストに掲載されている。動物相も豊かで、哺乳類72種、鳥類147種、爬虫類37種、両生類31種、魚類117種、昆虫1264種が確認されている。うち368種は中国のレッドリストに掲載されている。
赤水の丹霞は標高240 m から1750 m までの地形によって成り立っており、1500 m を超える高低差は、登録地域の中でも群を抜いている（次に大きい差は江郎山の645 m）。また、「千滝の故郷」の異名をとるほどに滝が多く、丹霞地形の滝としては最大の十丈洞滝や、最大水量を誇る赤水大瀑布（落差76m、幅80m）、弧をえがく燕子岩瀑布、美人櫛瀑布、飛蛙崖瀑布などが見られる。中国の丹霞地形の研究者には、規模、景観美、変化などの面で、赤水丹霞は中国随一の丹霞と評価する者もいる。

### 泰寧北部・南部
福建省の泰寧県の丹霞は、泰寧北部 (Taining - North Section, 1335-003) と泰寧南部 (Taining -South Section, 1335-004) に分けて登録されている。前者は泰寧風景名勝区 (Taining National Park) の北部と泰寧世界地質公園を含み、面積は5277 haである。後者は泰寧風景名勝区の南部と国家森林公園 (National Forest Park land) を含み、面積は 5810 haである。674 m から200 m までの地形で構成されており、高低差は474 m である。
泰寧の丹霞地形は発達の初期段階に属している。規模や形状の面でも特徴的な洞窟が多くあることから、「丹霞洞窟博物館」の異名を持つ。
泰寧世界地質公園は2005年に認定された。これは福建省では初めてのことで、その地域は世界遺産の資産および緩衝地域に含まれている。
維管束植物は1276種が生育している。脊椎動物はハイタカ、カラヤマドリ、センザンコウ、ニシキヘビなど380種が生息し、昆虫も1509種が確認されている。
泰寧の丹霞にある村落では、鉄分などを多く含む丹霞地形を生かして、茶の木の実からとる高級食用油「茶油」の生産が行なわれてきた。その一方で、世界遺産登録を機に観光地化も急速に進められるようになっているという。

### 崀山
崀山 (ろうざん / Langshan, 1335-005) は湖南省新寧県にある山で世界遺産登録面積は6600 ha である。登録面積の大部分は崀山風景名勝区 (Langshan National Park) と重なっている。

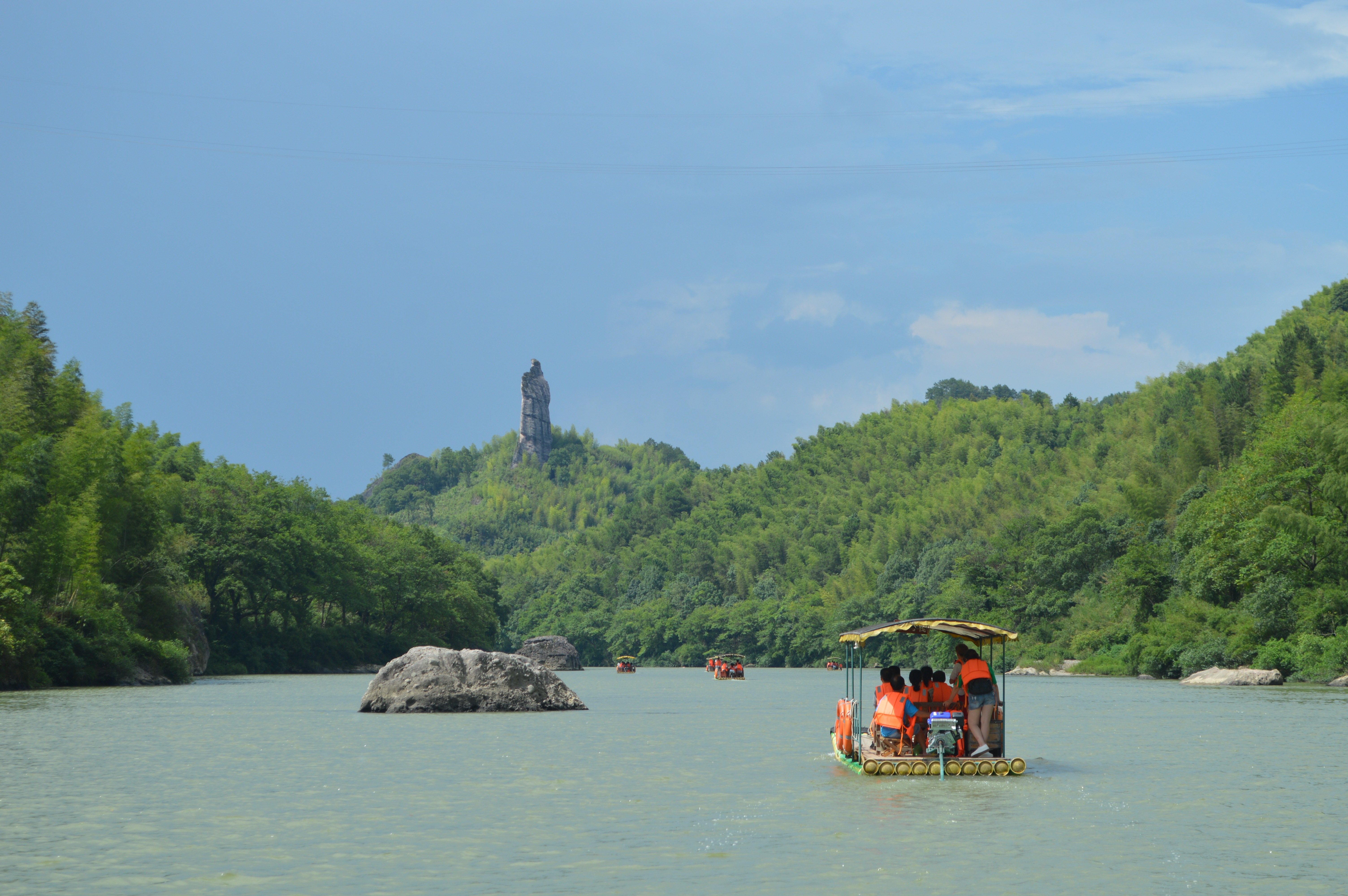
崀山

最高峰は818 m で、最も低い地点が302 mである。壮年期に位置する丹霞地形が見られ、典型的な「一線天」が複数見られる。「一線天」とは、浸食作用によって形成された切り立った崖の幅が狭く、そこを通っている時に空を見上げると細い線にしか見えない地形を指す。崀山にはそうした一線天が10ほどあるが、その中でも「天一巷」は最大で1m もない細い道幅の両側に100 m 以上の高い崖が屹立している。
侵食によって生まれた奇観には、「犬の頭」「啄木鳥」「巻貝」などとあだ名のついた巨峰も含まれる。また、アーチ状になった上部だけが残ってしまい、自然の橋のように見える地形もある。この「橋」は全長64 m、幅14 m、高さ 20 m という巨大なもので、世界最大級の規模だという。
辣椒峰も奇観として有名で、辣椒（トウガラシ）が地面に突き刺さったかのような形、つまり赤色で山麓がすぼまり山頂の方が膨らんだ形をしている。「スパイダーマン」ことアラン・ロベールが2002年に素手で登頂して話題になった。
崀山には維管束植物1421種、菌類150種が生育し、固有種も多い。うち52種はIUCNのレッドリストに掲載されている。動物は哺乳類26種、鳥類94種、爬虫類35種、両生類19種、魚類36種、昆虫819種が確認されており、うちIUCNレッドリストに掲載されているのは2種である。

### 丹霞山

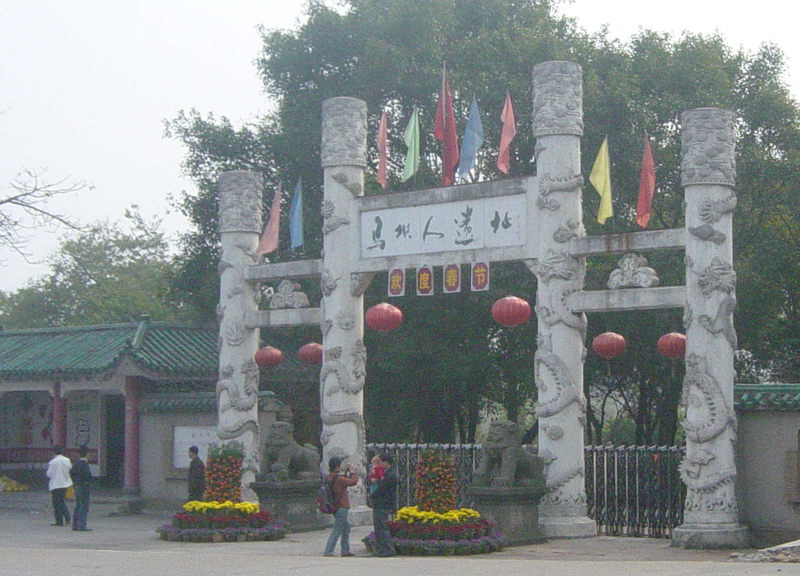
馬壩人遺跡

丹霞山 (Danxiashan, 1335-006) は広東省韶関市仁化県にある山で、世界遺産登録面積は16800 ha である。6個所の中で最も南に位置している。丹霞地形の名前の由来にもなった山であり、白亜紀に堆積した砂岩や礫岩が新第三紀のヒマラヤ造山運動も含む長期間の上昇運動などの影響を受けて成立した。主峰は618m で、380にもなる赤い峰や断崖がひしめき、独特の景観を呈している。
丹霞山は2004年の第1回国際ユネスコジオパーク会議で世界ジオパークに認定された場所のひとつで、世界遺産登録地域も緩衝地域もその一部である。6個所中最南端に位置している。
景観美にとどまらず、生態系の面でも貴重な動植物が生息している。維管束植物は1757種が生育し、うち10種はIUCNレッドリストに掲載されている。動物相については、哺乳類88種、鳥類156種、爬虫類41種、両生類37種、魚類100種、昆虫1023種が確認されており、うちIUCNレッドリストに掲載されているのは73種である。
また、古人類学の面で馬壩人（まばじん、化石人骨の一種）の頭骨が発見されているほか、新石器時代の石峡文化遺跡が発見されるなど、人類との結びつきが古いことも指摘されている。
伝説上は舜帝がこの山に登って楽器を奏でたとされる。隋の時代以降は清の時代に至るまで、多くの仏教寺院が建てられた。

### 竜虎山

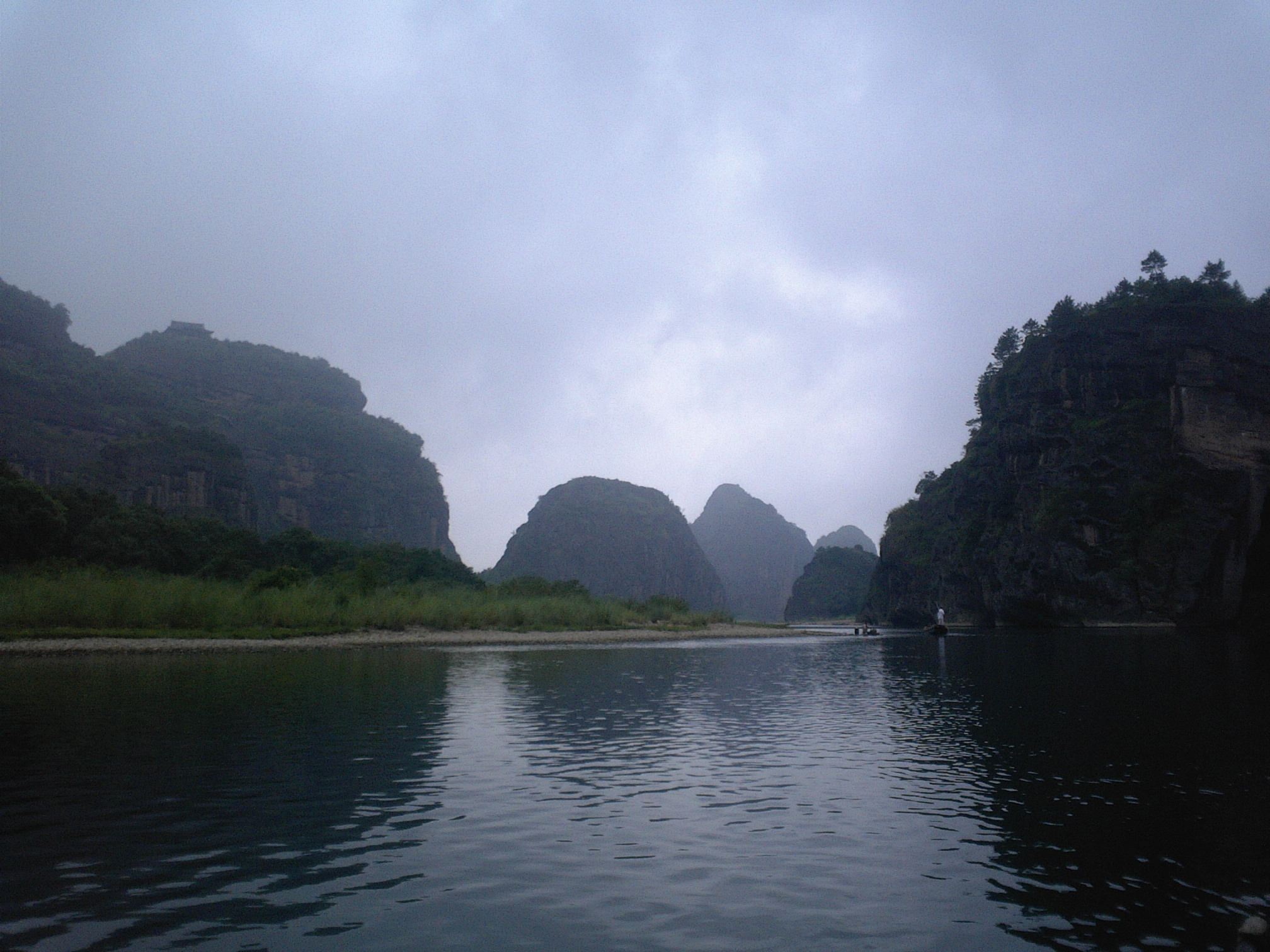
竜虎山の丹霞地形

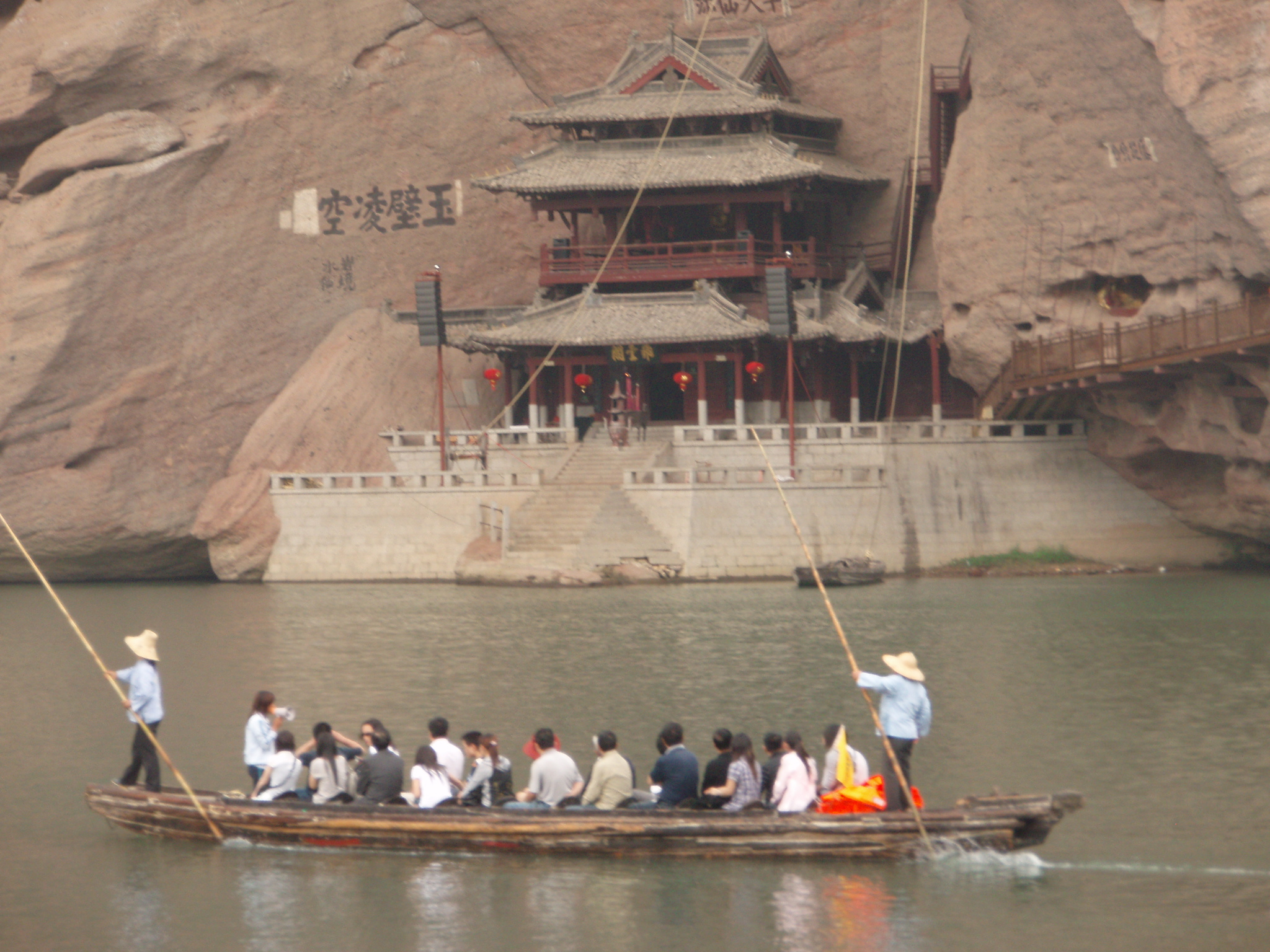
懸墓遺跡群

竜虎山は江西省貴渓市にある山で、世界遺産登録地域は面積16950 haの竜虎山地区 (Longhushan : Longhushan Section, 1335-007) と面積2740 haの亀峰地区 (Longhushan : Guifeng Section, 1335-008) に分かれる。これらは貴渓市の竜虎山風景名勝区と弋陽県の亀峰風景名勝区に含まれている。最高峰は 401.1 m である。2008年には竜虎山世界地質公園として、世界ジオパークに認定された。
ジュラ紀後期の信江断裂陥落盆地の形成の頃から礫岩の堆積が始まり、白亜紀後期の湿潤な気候がもたらした雨季によって、当時湖だった場所にはさらに砂礫が堆積していった。こうして堆積した礫岩の膨大な層が竜虎山丹霞の基盤となっており、その後の時代の浸食作用や風化作用の影響で、多彩な丹霞地形を生み出した。断崖、石林、洞穴など26種に分類される丹霞地形のうち、竜虎山では23種類を見ることが出来る。世界遺産推薦書では、丹霞地形の全ての基本形を備えていると紹介されていた。
この地には維管束植物1626種が生育し、うち5種がIUCNレッドリストに掲載されている。動物相については、陸棲・水棲あわせて367種の羊膜類が生息しており、うち16種がIUCNレッドリストに掲載されている。
古くから山水画や漢詩の題材となってきた景勝地であり、道教が生まれた場所とされるなど、文化的な影響も大きい。竜虎山という名前自体が道教の伝説と関わりがあり、五斗米道を開いた張陵が仙丹を作り上げた時に竜と虎が現れたことから、この名前がついたのだという。
また、春秋戦国時代に絶壁を刳り貫いて作り上げられた懸墓遺跡群（吊るされた棺）は、考古学的な価値もある。ここで発見された遺物によって、中国における織機や染色された織物の歴史が数百年単位で遡ることになった。

### 江郎山
江郎山 (Jianglangshan, 1335-009) は浙江省江山市にある山で、世界遺産としての登録面積は610 ha である。2002年に江郎山風景名勝区に設定された。
白亜紀の堆積岩が隆起したもので、大規模な断層も見られる。石壁、石柱、洞穴など様々な丹霞地形が見られるものの、形成された時期が古く侵食の度合いも他より進んでいるため、一部の例外を除けば標高の低い景観が続く。その例外に当たるのが、郎峰、亜峰、霊峰と呼ばれる3つの巨石で、周囲から飛びぬけて聳え立つそれらの標高は約500 m である。それらの巨石は、江という一族の3人兄弟が巨石に変じたものという伝説があり、江郎山という山の名前はその伝説に基づくという。
江郎山には維管束植物1880種が生育し、うち51種がIUCNレッドリストに記載されている。動物相については、陸生の脊椎動物が195種生息しているが、142種はIUCNレッドリストに記載されている。
その印象的な景観が文化にもたらした影響も大きい。特に唐代以降にそれが顕著となり、唐の宰相たちや白居易らが江郎山を称える漢詩を残している。そうした例は、宋、明など後の時代にも指摘することが出来る。山頂までは3,500段の階段が続く。

## 登録経緯
この物件が中国の世界遺産暫定リストに記載されたのは2008年のことである。そのときの名前は「中国の丹霞地形」 (Danxia Landform of China) であった。
中国政府は、すでに世界遺産に登録されている赤い堆積岩によって形成された地形を含む物件との比較なども踏まえた推薦書を、2009年に提出した。
推薦を受けて自然遺産登録の諮問機関であるIUCNは、2009年9月から10月に2人の専門家による現地調査を行った上で、後述するように推薦時点では登録基準全てに適合しないとして2010年に「登録延期」を勧告した。しかし、その年の第34回世界遺産委員会（ブラジリア）では、逆転での登録が認められた。

## 登録基準
中国政府は自然遺産の基準全て、つまり基準 (7)、(8)、(9)、(10) に適合するとして推薦していた。より正確には、赤水丹霞、泰寧丹霞、丹霞山には全てが、崀山には基準 (7)、(8)、(9) が、竜虎山には基準 (7)、(8)、(10) が、江郎山には基準 (7) と (8) が適用できると主張した。
しかし、このうち基準 (9) と (10) については、IUCNの勧告で留保なしに否定された。まずそれについて見ておく。
- (9) 陸上、淡水、沿岸および海洋生態系と動植物群集の進化と発達において進行しつつある重要な生態学的、生物学的プロセスを示す顕著な見本であるもの。
中国政府は生物学的な重要さの中でも、特に常緑樹の生息とモンスーンに特徴付けられる気候への適応という点での優れた例証であるとしていた[34]。
しかし、IUCNはそれらに該当する資産がすでに世界遺産に登録されているとした上で、該当する地域が散在しており完全性の面から好ましくないことなどを挙げ、この基準は適用できないとした[35]。

- (10) 生物多様性の本来的保全にとって、もっとも重要かつ意義深い自然生息地を含んでいるもの。これには科学上または保全上の観点から、すぐれて普遍的価値を持つ絶滅の恐れのある種の生息地などが含まれる。
中国政府は、推薦範囲内には5722種の高等植物が生育し、836種の脊椎動物、3073種の昆虫が生息していることを挙げ、さらに動植物種の中での稀少種が約400種、固有種も40種以上存在することなどをもって、この基準を適用できるとした[34]。
IUCNは存在する種の多様性自体は認めたものの、既存の世界遺産登録物件と比較した時の価値が示されていないことや、緩衝地域にも同様の特色を持つ地域がありうることなどを指摘し、この基準を適用する上では推薦地域の設定などに問題があるとし、適用できないとした[35]。

IUCNは残り2つの基準についても、比較研究の不足や、それに伴って推薦地域のみに顕著な普遍的価値があるとする証明が不十分であることなどから、将来的に適用できる可能性に触れつつも、推薦時点では適用できないとした。しかし、世界遺産委員会ではその勧告が覆されたため、この世界遺産は世界遺産登録基準のうち、以下の条件を満たし、登録された（以下の基準は世界遺産センター公表の登録基準からの翻訳、引用である）。
- (7) ひときわすぐれた自然美及び美的な重要性をもつ最高の自然現象または地域を含むもの。
- (8) 地球の歴史上の主要な段階を示す顕著な見本であるもの。これには生物の記録、地形の発達における重要な地学的進行過程、重要な地形的特性、自然地理的特性などが含まれる。

具体的には、基準 (7) は、節理などによって屹立した赤い断崖や柱の奇観のみならず、そこに生い茂る緑や滝などが対照的な自然美を作り出していることや、それが古来山水画や漢詩の題材となって称えられてきたことに対して適用された。
基準 (8) の適用は、温暖湿潤な地域に見られる他の類似の地形と比べて様々な点で優れているだけでなく、相対的に新しく、あまり浸食などの影響を受けていない幼年期から、早い時期に形成された老年期の丹霞まで、形成された時期の違いによる変化をうかがい知ることが出来る例証としても評価されたことによる。

## 登録名
世界遺産としての正式な登録名は、China Danxia （英語）、Danxia de Chine （フランス語）である。世界遺産センターは正式な英仏語名とは別に、中国語名として「中国丹霞」を挙げている。その日本語訳は、資料源によって若干の揺れがある。
- 中国丹霞（日本ユネスコ協会連盟[37]、古田陽久[38]）
- 中国の丹霞山（世界遺産アカデミー[39]）
- 丹霞地形（NHK世界遺産[40]）
- 中国の丹霞地形（THE世界遺産[40]）